# Estação Osasco
A Estação Osasco é uma estação ferroviária pertencente às linhas 8–Diamante e 9–Esmeralda do Trem Metropolitano de São Paulo, operadas pela ViaMobilidade. Localizada no centro do município de Osasco, está conectada com o Terminal Rodoviário de Osasco e um terminal de ônibus urbanos.

## História
Com a abertura do trecho inicial da Estrada de Ferro Sorocabana em 1875, os arredores dos seus primeiros quilômetros começaram a ser ocupados, entre as décadas de 1880 e 1890. Um desses locais, nos arredores do quilômetro 16 da ferrovia, foi ocupado por uma pequena olaria aberta em 1884 pelo empresário italiano Antonio Agù. A olaria foi batizada com o nome da cidade natal de Agù na Itália: Osasco. Esse nome passou a denominar toda a região do quilômetro 16. Os negócios de Agù prosperaram, e a olaria deu lugar à Companhia de Cerâmica Industrial de Osasco, primeira indústria cerâmica do Brasil.
O crescimento da fábrica e a diversificação dos seus produtos (de tijolos para canos, revestimentos cerâmicos, telhas etc.) obrigaram Agù a investir na ampliação da planta industrial. Dentro do projeto de ampliação, Agù procurou a direção da Sorocabana e ofereceu construir uma pequena estação e um desvio ferroviário para atender às necessidades da fábrica. Apesar de funcionar como apeadeiro desde 1886, a estação foi formalmente inaugurada em 20 de agosto de 1895. A estação de Osasco tornou-se pequena e obsoleta para o tráfego em cerca de vinte anos. Reformas e ampliações emergenciais foram realizadas entre 1906 e 1907, e em 1912 foi construído um novo prédio, de maior porte, para atender ao embarque de passageiros e aodespacho de cargas.
| “ | Acha-se aberta uma estação no quilômetro 16, denominada Osasco, que tornou-se necessária para desvio de trens. Ass. G. Oetterer | ” |
| — Telegrama emitido pelo superintendente da Estrada de Ferro Sorocabana, em 20 de agosto de 1895, informando a existência da estação construída por Antônio Agu, que originou a cidade de Osasco. | |   |

Nos anos 1940, foi inaugurada a fábrica da Cobrasma, às margens da linha. Futuramente, ela iria fornecer os trens da Linha Oeste da Fepasa (atual Linha 8–Diamante), que circulam até hoje. Em 1960 foi construído um novo prédio para a estação, que em pouco tempo já estaria saturado. Enquanto isso, o então bairro (afastado da capital) de Osasco, lutava e conseguia sua emancipação.
Em 1971 a FEPASA absorveu a Sorocabana e no fim daquela década reconstruiu a maioria das estações da Linha Oeste. Osasco recebeu uma nova estação, inaugurada em 25 de janeiro de 1979. No mesmo ano, Osasco foi escolhida para ser o ponto de partida da Linha Sul da Fepasa (atual Linha 9–Esmeralda).
Em 1996 as linhas Oeste e Sul da FEPASA foram repassadas à CPTM.
Em 20 de abril de 2021, foi concedida para o consórcio ViaMobilidade, composto pelas empresas CCR (atual Motiva) e RUASinvest, com a concessão para operar a linha por trinta anos. O contrato de concessão foi assinado e a transferência da linha foi realizada em 27 de janeiro de 2022.

## Tabelas
| Linha       | Terminais                              | Comprimento (km) | Estações | Observações                                                                                            |
| ----------- | -------------------------------------- | ---------------- | -------- | --- |
| 8 Diamante  | Júlio Prestes ↔ Itapevi                | 35,283           | 20       | Possui extensão operacional. Antiga Linha B–Cinza / Antiga Linha Oeste do Trem Metropolitano da FEPASA |
| 9 Esmeralda | Osasco ↔ Bruno Covas/Mendes-Vila Natal | 32,8             | 18       | Antiga Linha C–Celeste / Antiga Linha Sul do Trem Metropolitano da FEPASA                              |

| Sigla | Estação | Inauguração    | Integração               | Plataformas         | Posição    | Notas                                                                                                 |
| ----- | ------- | -------------- | ------------------------ | ------------------- | ---------- | --- |
| OSA   | Osasco  | Agosto de 1895 | Bilhete Único da SPTrans | Centrais e laterais | Superfície | Estação construída pela Estrada de Ferro Sorocabana Reconstruída pela FEPASA em 25 de janeiro de 1979 |